# Danny Schock
Danny Schock, Daniel Patrick Schock (Terrace Bay, Ontario, 1948. december 30. – Richmond, Virginia, USA, 2017. június 15.) kanadai jégkorongozó. Testvére Ron Schock szintén jégkorongozó.

## Pályafutása
1967-ben kezdte a jégkorongozást. Az 1969–70-es idényben mutatkozott be az NHL-ben a Boston Bruins színeiben. Egy mérkőzésen szerepelt a rájátszásban és ezzel tagja lett a Stanley-kupa-győztes együttesnek. A következő idényben a bostoni csapatban és a Philadelphia Flyers csapataiban szerepelt. 1977-ben vonult vissza az aktív játéktól.

## Sikerei, díjai
Boston Bruins
- Stanley-kupa
  - győztes: 1969–70